# Soma (Computerspiel)
Soma (auch als SOMA stilisiert) ist ein von Frictional Games entwickeltes Survival-Horror-Science-Fiction-Computerspiel. Es spielt in einer dystopischen Zukunft, in der Maschinen menschliche Züge entwickeln.

## Handlung
Der Spieler übernimmt die Rolle des Kanadiers Simon Jarrett, der im Jahr 2015 nach einem Autounfall gesundheitliche Probleme hat und sich in Toronto einer experimentellen neurologischen Untersuchung seines Gehirns unterziehen will. Das Experiment geht schief, und Simon findet sich in einer futuristischen, bedrückenden Welt voller Maschinenwesen wieder. Im Verlauf des Spiels stellt sich heraus, dass er sich in einer Forschungsstation am Meeresgrund befindet, die zu einem im Nordatlantik gelegenen Stationsverbund namens Pathos-II gehört. Man schreibt das Jahr 2104, und die Bevölkerung an der Erdoberfläche ist ein Jahr zuvor durch einen Kometeneinschlag ausgelöscht worden. Jarrett wird via Funk von einem weiteren Menschen, Catherine Chun, kontaktiert, mit der er während der Erforschung der Station und ihrer Umgebung lose in Kontakt bleibt und die er in einer entfernten Station aufsucht. Dort stellt sich Catherine als Scan einer ehemaligen Stationsbewohnerin heraus, die ihn darüber aufklärt, dass er auch selbst nur die Kopie eines Menschen ist, nämlich des Simon Jarrett aus dem Jahr 2015, transferiert in den Körper einer toten Pathos-II-Angestellten. Gemeinsam gehen Simon und Catherine die Aufgabe an, einen Supercomputer, der eine simulierte Welt in sich birgt, zu lokalisieren und als Satellit ins All zu schießen. Nach Erfüllung der Aufgabe bleibt eine Kopie von Simon als einzige Lebensform auf der Station zurück, während eine andere Kopie sich in der Simulation in dem Satelliten befindet.

## Spielprinzip und Technik
Das mit Hilfe der HPL-Engine erstellte Soma ist ein First-Person-Spiel, das heißt, die Darstellung des Geschehens erfolgt aus der Perspektive des Spielers. Die Kamera ist dabei in allen Richtungen frei drehbar. Die Fortbewegung innerhalb der Spielwelt erfolgt über die WASD-Tasten. Einige Objekte, insbesondere Türen und Schalter, können manipuliert werden, um dem Spieler Zugang zu weiteren Spielarealen oder anderweitigen Spielfortschritt zu ermöglichen. Lose Objekte können dabei aufgenommen und an passender Stelle eingesetzt werden. Ein Kampfsystem existiert nicht; vor Gegnern muss Simon davonlaufen oder sich verstecken, gelegentlich kann er Gegner temporär einsperren. Die Hintergrundgeschichte erschließt sich dem Spieler Stück für Stück durch über die Station verstreute Dokumente und Audiodateien.

## Produktionsnotizen
Das Studio Frictional Games produzierte zuvor die Spiele Amnesia: The Dark Descent und Amnesia: A Machine for Pigs, die zwar eine gänzlich andere Handlung bieten, aber dem gleichen Spielprinzip folgen und mit Hilfe der gleichen, für Soma allerdings weiterentwickelten Engine erstellt wurden, weshalb sie als Vorgängerspiele von Soma gelten. Die Entwicklungsarbeiten für Soma begannen 2010. Thomas Grip, als Creative Director bei Frictional Games auch für die Hintergrundgeschichte zuständig, benennt Science-Fiction-Autoren wie Philip K. Dick, Greg Egan, Isaac Asimov, China Miéville und Robert A. Heinlein als schriftstellerische Vorbilder. Ein der Entscheidung für ein Science-Fiction-Setting zugrunde liegendes Motiv sei die gegenüber einem Fantasy-Setting höhere Immersion des Spielers gewesen. Großer Wert wurde auf das Sounddesign des Spiels gelegt. Anstelle einzelner, wiederverwendbarer Audiodateien für Bewegungen oder Geschehnisse wurden zahlreiche Aufnahmen identischer Abläufe erstellt, um eine möglichst große klangliche Vielfalt zu erreichen. Während in anderen Spielen beispielsweise zwei Trittgeräusche immer wieder aneinandergereiht werden, um die Illusion eines Gehvorgangs zu erzeugen, wurden für Soma über 2000 Trittgeräusche aufgenommen. Im Jahr nach der Veröffentlichung wurden von Soma mehr als 450.000 Einheiten abgesetzt. Damit wurde die Gewinnschwelle leicht überschritten.

## Rezeption
Aus 68 aggregierten Wertungen erzielt Soma auf Metacritic einen Score von 84. Das deutsche Magazin 4Players lobte ein gelungenes Skript und eine starke Dramaturgie, kritisierte aber fehlende spielerische Abwechslung, insbesondere in Form von anspruchslosen Aufgaben und streng linearem Leveldesign. Redakteur Jörg Luibl stellte positiv heraus, dass das Spiel die philosophische Frage thematisiere, wo in einer technisch weiterentwickelten Zukunft die Grenze zwischen Maschine und menschlichem Leben verlaufe, und sah insgesamt "stimmungsvollen Survival-Horror", der "emotionale Momente (...) zum Nachdenken und Philosophieren" biete. Das US-Magazin GameSpot lobte die Dialoge des Spiels und deren Sprecher, die zurückhaltende Erzählweise des Spiels und seine "retro-futuristische" Ästhetik; kritisiert wurden interaktionsarme Teile der Spielwelt und ermüdende Kampfsituationen. Das Magazin hob hervor, dass Soma eher durch eine tiefgründige Narrative als durch Schockmomente vorangetrieben würde und gegenüber den beiden Vorgängerspielen eine deutliche Weiterentwicklung darstelle. Das Fachmagazin Adventure-Treff lobte das Sounddesign, das sowohl realistisch als auch gut in Skript und Spielmechanik eingebunden sei. Das Magazin kritisierte teils karge Spielareale und eine sich aus dem Setting ergebende Abwechslungsarmut an Rätseln. Das Magazin PC Gamer verglich die Optik und Atmosphäre von Soma mit dem Werk des Schweizer Künstlers HR Giger.
Das Magazin c’t führt Soma in seiner Liste Die 20 wichtigsten Videospiele 2015 auf Platz 18.